# プライセ川
プライセ川（プライセがわ、Pleiße）は、ドイツのザクセン州およびテューリンゲン州を流れる河川で、白エルスター川の支流である。
ツヴィッカウの南西、リヒテンタンネという街のエルベルスブルンにあるアルボルツブルンネンに源を発する。ヴェルダウ、クリムミットシャウを流れ、アルテンブルクの近くを通って、ライプツィヒで白エルスター川に合流する。
この川は、元々115kmほどの長さであったのだが、ライプツィヒの南にある褐炭の採掘場を通るように改修が施され、現在の長さは約90kmとなっている。

## 流域の都市
- リヒテンタンネ de:Lichtentanne
- ヴェルダウ de:Werdau
- ノイキルヒェン de:Neukirchen/Pleiße
- クリムミットシャウ de:Crimmitschau
- ポニッツ de:Ponitz
- グレスニッツ de:Gößnitz
- ザーラ de:Saara (bei Schmölln)
- エーレンベルク de:Ehrenberg (Altenburg)
- ノビッツ de:Nobitz
- ヴィンディシュロイバ de:Windischleuba
- トレーベン de:Treben (Thüringen)
- ゼルビッツ de:Serbitz
- レギス＝ブライティンゲン de:Regis-Breitingen
- ドイツェン de:Deutzen
- ロプシュテット de:Lobstädt
- レタ de:Rötha
- ベーレン de:Böhlen (Sachsen)
- グロスドイベン de:Großdeuben
- ガシュヴィッツ de:Gaschwitz
- マルククレーベルク de:Markkleeberg
- ライプツィヒ（デリッツ地区 de:Dölitz、コンネヴィッツ地区 de:Connewitz）